# Шармоа (Јон)
Шармоа (фр. Charmoy) насеље је и општина у источном делу централне Француске у региону Бургоња, у департману Јон која припада префектури Осер.
По подацима из 2011. године у општини је живело 1164 становника, а густина насељености је износила 165,81 становника/km². Општина се простире на површини од 7,02 km². Налази се на средњој надморској висини од 84 метара (максималној 147 m, а минималној 80 m).

## Демографија
| 1962. | 1968. | 1975. | 1982. | 1990. | 1999. | 2011. |
| ----- | ----- | ----- | ----- | ----- | ----- | ----- |
| 628   | 795   | 1.150 | 1.207 | 1.192 | 1.209 | 1.164 |

График промене броја становника у току последњих година